# Tripulación (barcos)

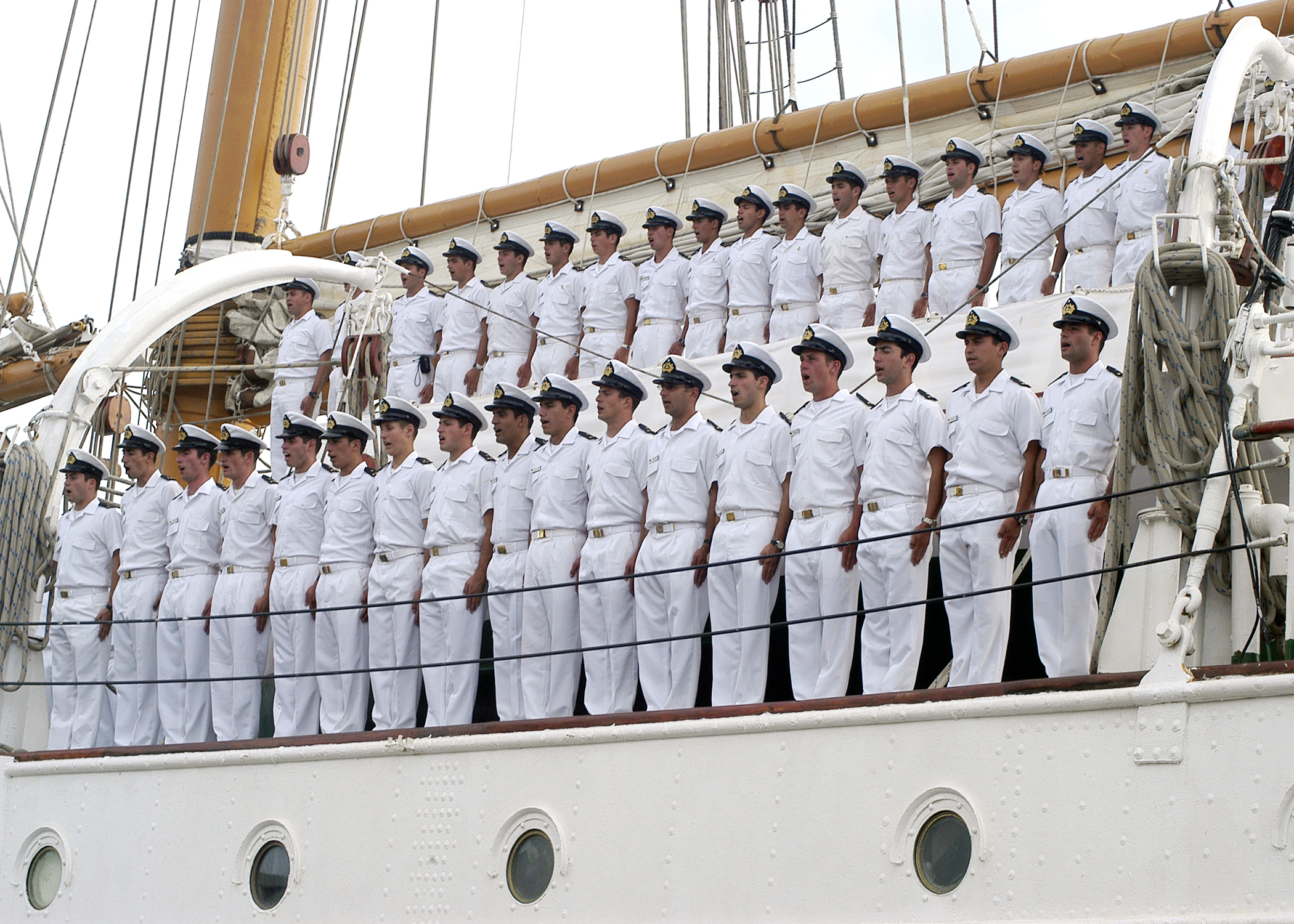
Tripulación del barco chileno "Esmeralda"

La tripulación de un barco es el conjunto de personas que van en una embarcación, dedicadas a su maniobra y servicio. Se trata de una estructura jerarquizada, organizada en departamentos según su función.

## Cargos habituales
La tripulación, como estructura jerárquica que es, tiene perfectamente definidas las funciones de todo el personal de a bordo. Inicialmente formadas por gente marginal o aventureros, han pasado a ser profesiones exigentes en las que no es posible ingresar sin titulación, sea Formación Profesional, diplomaturas o licenciaturas.
La denominación de los cargos de la tripulación varía de un país a otro. El reglamento de trabajo a bordo en naves de la marina mercante nacional de Chile, por ejemplo, distingue entre oficiales de cubierta, oficiales de máquinas y oficiales de servicio general, además del capitán y el resto de tripulación, que deja aparte. En España, se habla de capitán, oficiales, maestranza y subalternos y se acoge al IV Convenio General de la Marina Mercante de 1982 publicado en el BOE de 24 de junio de 1982.
A continuación aparecen los cargos más habituales, tanto del presente como del pasado.

### Departamento de cubierta

#### Capitán
El capitán es la máxima autoridad en un barco. Es el responsable de todo el funcionamiento del barco. Dirige, coordina y controla todas las actividades que se realizan a bordo, siendo responsable de la seguridad del buque, tripulación, cargamento, navegación y organización del trabajo. Además, es el representante del armador frente a terceros. En el departamento de máquinas, el jefe de máquinas es el máximo responsable de su funcionamiento y organización, respondiendo de su actuación únicamente ante el capitán
En el caso de embarcaciones de recreo, las titulaciones son básicas y fáciles de obtener. En el caso de la marina mercante, se exige tanto titulación universitaria (licenciado en Náutica y Transporte Marítimo) como experiencia (36 meses embarcado como oficial) y pasar un examen de idoneidad para alcanzar el rango de capitán.
El capitán es el máximo responsable de todas las maniobras, por lo que se ha de encontrar en cubierta cada vez que hay que hacer una maniobra (atracar o desatracar, etc.). Antiguamente, en el caso de flotas de veleros, el capitán era el responsable de toda la flota, siendo su nave la nave capitana o buque insignia.

#### Oficiales de puente (o cubierta)
Para cubrir las guardias del puente de mando, los buques de la marina mercante suelen tener tres o más oficiales, ya que el capitán no suele hacer guardias. En algunos barcos la tripulación está formada por dos oficiales de puente y el capitán, que generalmente hace la guardia de 8:00 a 12:00 y de 20:00 a 24:00.  Los oficiales o pilotos se miden por su rango, habiendo en un barco primer, segundo y tercer oficial. Los oficiales de la marina mercante son profesionales debidamente titulados según los estándares marcados en el Convenio de Formación, Entrenamiento y Guardias de Mar STCW'95.
Para ejercer como piloto o Capitán de la Marina Mercante requiere tener educación Universitaria, períodos de entrenamiento como alumnos de náutica a bordo de los buques y, en muchos casos, superar un examen de aptitud profesional.
El primer oficial tiene a su cargo las labores de la organización del trabajo a bordo, la elaboración de los horarios de trabajo del departamento de cubierta, la planificación y supervisión de los cálculos de estiba o carga y la supervisión de la misma, la planificación y supervisión de los trabajos de mantenimiento de cubierta, la supervisión de los equipos de seguridad y contraincendios (cuya labor puede o suele asignarse a otro oficial que le asista en esta materia), la elaboración de los pedidos necesarios para el mantenimiento y la correcta operación del buque, así como la guardia de navegación a la cual estuviera asignado.
El segundo oficial se encarga de elaborar la derrota, según los criterios marcados por el capitán, la corrección de las cartas y publicaciones náuticas y de la guardia de navegación que tenga asignada.
El tercer oficial se encarga de la guardia de navegación y, en muchos casos, suele realizar tareas administrativas (elaboración de listas de tripulantes, manifiestos...) y tareas relacionadas con el mantenimiento y supervisión de la seguridad que le asigne el primer oficial.
El alumno de náutica es un oficial en prácticas que no tiene ninguna responsabilidad y cuya única misión a bordo es aprender.

#### Timonel
En los veleros antiguos, el piloto era el encargado de la navegación. Equivaldría parcialmente al primer oficial actual. Era una persona instruida, tanto en letras como en matemáticas, pues precisaba manejar las cartas y los instrumentos de navegación náutica. Además, se precisaba que tuviera práctica en la navegación. En la flota española de Indias, desde 1503, debía pasar un examen en la Casa de Contratación de Sevilla.
Actualmente, el título de piloto permite ser capitán en buques de hasta 500 GT, para lo que ha de acreditar haber estado embarcado no menos de 12 meses como oficial de puente. También permite ser hasta primer oficial. Con un periodo acreditado de embarco superior (36 meses que pueden reducirse a 24 si ha sido capitán o primer oficial al menos 12 de ellos, puede ser capitán de buques hasta 5000 GT. Existe también la titulación de piloto de segunda.
Por lo general, el piloto de segunda o de primera ejerce las funciones de primer o segundo oficial, como se ha descrito.

#### Práctico
El práctico no forma parte de la tripulación. Es experto en navegación en aguas restringidas o en atraques y desatraques. Embarca antes de iniciarse la maniobra o navegación riesgosa. Aunque prácticamente da directamente todas las órdenes en el puente, el comandante del buque no delega su responsabilidad en el práctico.

#### Oficial radioelectrónico
El comúnmente llamado 'oficial de telecomunicaciones' u 'oficial de comunicaciones' es el encargado de todos los sistemas de comunicación externa del barco. Históricamente era el radiotelegrafista, si bien la tecnología se ha desarrollado y sus competencias también.
Este oficial mantiene las comunicaciones necesarias para la seguridad del barco, así como para las operaciones comerciales y comunicaciones privadas. Puede ser oficial radioelectrónico de segunda, para lo que debe acreditar titulación (diplomatura o licenciatura en Radioelectrónica naval), experiencia (12 meses como alumno en prácticas) y superar una prueba de idoneidad, u oficial radiolectrónico de primera, para lo que debe acreditar titulación (licenciado en radioelectrónica naval), experiencia como oficial de segunda (12 meses) y superar un examen de idoneidad.

#### Patrón
El patrón es un cargo similar al de capitán, pero para barcos de pesca, de cabotaje-altura, o mercantes de hasta 1600 GT. Dentro de esta categoría se encuentra el «patrón de altura», que es la persona que, con la titulación adecuada, dirige barcos mercantes de hasta 1600 GT, o de hasta 500 GT y 350 pasajeros en buques de pasaje,. También existen: el «patrón de litoral» de la marina mercante, el «patrón mayor de cabotaje», o el «patrón de cabotaje».
Mención aparte merece la figura del patrón portuario, persona que, con la titulación adecuada, se encarga de manejar barcos vinculados a un puerto.

#### Maestre
El maestre en los veleros antiguos era el encargado de que el estado del barco fuera óptimo antes de partir, así como de los aspectos económicos y de intendencia.

#### Contramaestre
En los grandes veleros, el contramaestre era responsable de la marinería, especialmente de dirigirla en las maniobras. Además se ocupaba de la estiba y del mantenimiento de la nave.
Hoy día, sigue navegando en muchos barcos personal con esta titulación, que está a cargo de los tripulantes no oficiales y del material. Es como el Capataz en la cubierta, experto en tejido de cabos, nudos marineros, mezcla y tipos de mantenimiento preventivo y correctivo de la cubierta, casco y superestructura del barco, junto con los marineros capacitados y marineros ordinarios. Es la mano derecha del primer oficial del barco.

#### Sobrecargo
El sobrecargo es el oficial responsable de la carga del barco. Debe preparar y confeccionar la documentación relacionada con la carga y la tripulación, y atender la recepción, inventario, conservación y entrega de la carga. 
Si el barco es de pasajeros, es el máximo responsable de la gestión, organización y asistencia del pasaje. Es el equivalente al jefe de cabina en un avión.

### Departamento de Máquinas

#### Ingeniero Jefe de máquinas (Chief Engineer)
El Ingeniero Jefe de Máquinas o Maquinista Naval Jefe (Chief Engineer) es el máximo responsable del departamento de máquinas y tiene encomendada la dirección, supervisión y mantenimiento de los sistemas de propulsión y servicios auxiliares de todo el buque, sistemas de navegación y atraque, así como la elaboración de los pedidos de compras necesarios para su correcto funcionamiento y mantenimiento. El jefe de máquinas es un profesional debidamente formado y titulado según los estándares de la STCW'95.

#### Oficiales de máquinas
Al igual que en el puente, en los barcos mercantes se necesitan tres oficiales para hacer las guardias (4 horas de guardia y 8 libres cada oficial) que precisan de vigilancia constante de la máquina, con los rangos de primer oficial (que sustituye al Jefe de Máquinas, el cual no hace guardias), segundo oficial de máquinas y tercer oficial de máquinas. Estos oficiales deben tener titulación universitaria y la experiencia requerida, primero como alumnos en prácticas de máquinas,  en el caso del segundo, de tercer oficial de máquinas o como segundo oficial de máquinas para ser primer oficial.

### Otros tripulantes

#### Marineros
En general, forman el grueso de la tripulación, excepto en el caso de barcos destinados a servicios. Se encargan, de realizar las labores de estiba, mantenimiento, intendencia, guardias... a las órdenes de los oficiales correspondientes. En los barcos modernos, la marinería se halla bastante especializada (estibadores, engrasadores, calderetas, etc.). En España se llama maestranzas a quienes ocupan los cargos u oficios de contramaestre, calderetero, fontanero, bombero, electricista, mayordomo, cocinero, gambucero, ropero o azafata.
Entre la marinería se encontraban tradicionalmente aprendices que embarcaban con el nombre de pajes o grumetes. Los pajes eran niños de seis a catorce años, que a menudo embarcaban para escapar de la pobreza o por situaciones de orfandad. Se encargaban de las tareas más domésticas (ayuda en cocina, limpieza de los camarotes principales, camareros del capitán y los oficiales, criados personales, etcétera), siendo los últimos en el escalafón del barco, lo que suponía a menudo una situación de abuso. Los grumetes eran aprendices de quince a veinte años, que se encargaban de las tareas más arduas y peligrosas, pese a no cobrar como los marineros.
Antiguamente, junto a los marineros embarcaban artesanos como el tonelero, el calafate, encargado de sellar las juntas de madera, o los carpinteros.

#### Servicios
En servicios modernos como ferris y cruceros, la mayor parte de la tripulación corresponde a personal de servicios, desde camareros o animadores, hasta personal de limpieza o seguridad. También puede disponer de servicio médico, a cargo de personal con la titulación correspondiente.

#### Militares
No sólo las naves de guerra han contado con militares entre su tripulación. Aunque en la actualidad puede parecer extraña la presencia de militares en los barcos de la marina mercante, a partir del siglo XVI era usual encontrarlos en las naves. Las naves españolas, por ejemplo, empezaron a contar con personal militar especializado para protegerse de piratas o bucaneros, pero también de barcos de países en guerra. Así, merinos, condestables o lombarderos (artilleros que manejaban la lombarda) fueron figuras habituales de las naves hispanas.

## Rol de tripulación
Es la nómina de todo el personal embarcado, incluido el capitán, en el momento de zarpar. Esta lista debe presentarse a las autoridades del puerto para que autoricen el despacho de la embarcación una vez verificado que cumple con la «dotación de seguridad».
El "rol de tripulación" tiene un detalle de:
- Cargo del tripulante.
- Nombre, apellido y domicilio
- Número del documento de embarque.
- Fecha de nacimiento.
- Nacionalidad.

Además constan los datos de la nave y sus características: nombre, bandera, porte bruto y neto.

## Dotación de seguridad
Es la dotación mínima que debe tripular un buque para hacerlo en condiciones seguras de acuerdo con lo establecido internacionalmente, como el SOLAS. Esta lista varía de buque a buque en cuanto a cantidad y jerarquía de los tripulantes, en función del tipo de navegación y servicio que presta la embarcación. La dotación de seguridad está establecida en un certificado que otorga la autoridad del puerto de matrícula.